# Agmina pugnea
Agmina pugnea is een schietmot uit de familie Ecnomidae. De soort komt voor in het Australaziatisch gebied.